# The Gardens (Auckland)
The Gardens est une banlieue de la cité Auckland, dans l’Île du Nord de la Nouvelle-Zélande. 

## Situation
Elle est localisée au nord de Manurewa East, à l’est de Wiri et au le sud de Totara Heights. 

## Gouvernance
Elle était formellement sous la gouvernance locale du conseil de Manukau City jusqu’à ce qu’elle soit fusionnée avec tous les conseils d’Auckland pour former la super cité d’ Auckland en 2010. 
Elle est maintenant sous la gouvernance locale du Conseil d'Auckland.
Le jardin botanique d’Auckland est situé sur le côté ouest de la banlieue.

## Démographie
La banlieue de The Gardens avait une population de 3 909 habitants lors du recensement de 2018 en Nouvelle-Zélande, en augmentation de 438 personnes (soit 12,6 %) depuis le recensement de 2013 en Nouvelle-Zélande, et une augmentation de 837 personnes (soit 27,2 %) depuis le  recensement de 2006 en Nouvelle-Zélande.
Il y avait 1 107 logements avec ainsi 1 899 hommes et 2 007 femmes , donnant un sex-ratio de 0,95 homme par rapport aux femmes. 
L’âge médian était de 37,8 ans avec 777 personnes (soit 19,9 %) âgées de moins de 15 ans, 789 résidents (soit 20,2 %) âgés de 15 à 29 ans, 1 875 résidents (soit 48,0 %) âgés de 30 à 64 ans, et 465 personnes ( soit 11,9 %) âgées de 65 ans ou plus.
L’ethnicité était pour 52,1 % européens/Pākehā, 9,4 % Māori, 10,7 % personnes originaires des îles du Pacifique, 37,9 % d’origine asiatique et 3,4 % d’ une autre ethnicité (le total fait plus de 100 % car des personnes peuvent s’identifier avec de multiples ethnicités en fonction de leur parenté).
La proportion de personnes nées outre-mer était de 39,9 %, comparée  aux 27,1% au niveau national.
Bien que certaines personnes refusent à donner leur religion, 36,6 % n’avait pas de religion, 35,5 % étaient chrétiens, 8,1 % étaient hindouistes, 2,2 % étaient musulmans, 2,7 % étaient bouddhistes et  9,2 % avaient une autre religion.
Parmi ceux qui avaient au moins 15 ans d’âge, 840 personnes ) (26,8 %) étaient bacheliers ou avait un diplôme d’étude supérieur et 417 personnes (13,3 %) n’avaient aucune qualification formelle. 
Le revenu médian était de 41,200 $. 
Le statut d’emploi de ceux de plus de 15 ans était pour 1 794 personnes (57,3%) employés à plein temps, 411 personnes (13,1 %) étaient à temps partiel et 87 personnes (2,8 %) étaient sans emploi .

## Éducation
L’école de « Gardens School » est une école mixte, assurant tout le primaire, allant de l’année 1 à 8 avec un effectif de 583 élèves en mars 2020.